# Bonzo Dog Doo-Dah Band
The Bonzo Dog Doo-Dah Band (nebo také The Bonzo Dog Band nebo The Bonzo Dog Dada Band) je britská hudební skupina, založená v roce 1962 v Londýně. Celá skupina hrála v roce 1967 ve filmu Magical Mystery Tour skupiny The Beatles.

## Diskografie

### Studiová alba
- 1967: Gorilla (jako The Bonzo Dog Doo-Dah Band)
- 1968: The Doughnut in Granny's Greenhouse (chart #40) (jako Urban Spaceman v USA) (jako Bonzo Dog Band)
- 1969: Tadpoles (jako Bonzo Dog Band)
- 1969: Keynsham (jako Bonzo Dog Band)
- 1972: Let's Make Up and Be Friendly (jako Bonzo Dog Band)
- 2007: Pour l'Amour des Chiens (jako The Bonzo Dog Doo-Dah Band)